# NOAH The New Year
NOAH The New Year es un evento de lucha libre profesional anual promovido por la submarca Pro Wrestling Noah de CyberFight.

## Resultados

### 2022
NOAH The New Year 2022 tuvo lugar el 1 de enero de 2022 desde el Nippon Budokan en Tokio, Japón. La transmisión se realizó en el servicio de televisión lineal en línea AbemaTV de CyberAgent y en el servicio de transmisión Wrestle Universe de CyberFight. Fue el primer PPV promovido por Noah en 2022.
- Junta Miyawaki & Kinya Okada derrotaron a Kai Fujimura & Yasutaka Yano. (8:39)
  - Miyawaki cubrió a Fujimura después de un «Falcon Arrow».
- Funky Express (Akitoshi Saito, King Tany & Mohammed Yone) derrotaron a Kongo (Manabu Soya, Nio & Tadasuke). (8:45)
  - Yone cubrió a Tadasuke después de un «Muscle Buster».
- Kongo (Aleja & Hao) derrotó a Stinger (Seiki Yoshioka & Yuya Susumu). (11:44)
  - Hao cubrió a Yoshioka después de un «Firebird Splash».
- Hajime Ohara, Último Dragón & Momo No Seishun Tag (Atsushi Kotoge & Daisuke Harada) derrotaron a Los Perros del Mal de Japón (Eita, Kotaro Suzuki, Nosawa Rongai & Yo-Hey). (13:51)
  - Dragón cubrió a Rongai después de una «Magistral».
- Sugiura-gun (Kazuyuki Fujita & Kendo Kashin) derrotaron a Ikuto Hidaka & Masakatsu Funaki. (12:17)
  - Fujita cubrió a Hidaka después de un «Powerbomb».
- Hayata derrotó a Yoshinari Ogawa y retuvo el Campeonato Peso Pesado Junior de GHC. (20:54)
  - Hayata cubrió a Ogawa con un «Cross 4 Pin».
- M's Alliance (Keiji Muto & Naomichi Marufuji) (c) derrotaron a M's Alliance (Masaaki Mochizuki & Masato Tanaka) y retuvieron el Campeonato en Parejas de GHC. (20:50)
  - Muto forzó a rendirse a Mochizuki con un «Figure-4 Leglock».
- KENTA & Sugiura-gun (Kazushi Sakuraba & Takashi Sugiura) derrotaron a Daiki Inaba, Masa Kitamiya & Yoshiki Inamura. (25:46)
  - KENTA cubrió a Inamura después de un «GTS».
- Kenoh derrotó a Kaito Kiyomiya y retuvo el Campeonato Nacional de GHC. (24:42)
  - El árbitro detuvo el combate después de que Kenoh noqueara a Kiyomiya con un «Roundhouse Kick».
- Katsuhiko Nakajima derrotó a Go Shiozaki y retuvo el Campeonato Peso Pesado de GHC. (30:10)[2][3]
  - Nakajima cubrió a Shiozaki después de un «Northlight Spike Bomb».

### 2024
NOAH The New Year 2024 tuvo lugar el 2 de enero de 2024 desde el Ariake Arena en Tokio, Japón. La transmisión se realizó en el servicio de televisión lineal en línea AbemaTV de CyberAgent y en el servicio de transmisión Wrestle Universe de CyberFight. Fue el primer PPV promovido por Noah en 2024.
- Pre-Show: Yu Owada derrotó a Taishi Ozawa (5:24).
  - Owada cubrió a Ozawa con un «Japanese Leg Roll».
- Pre-Show: Atsushi Kotoge, Muhammad Yone, Super Crazy & Terry Yaki derrotaron a Akitoshi Saito, Hajime Ohara, Hi69 y Kai Fujimura (7:22).
  - Crazy cubrió a Fujimura después de un «Moonsault».
- Good Looking Guys (Yo-Hey & Tadasuke) derrotaron a Los Golpeadores (Dragón Bane & Alpha Wolf) y a Alejandro & Ninja Mack en un Elimination Match y ganaron el Campeonato en Parejas Peso Pesado Junior de GHC (13:36).
  - Yo-Hey cubrió a Mack con un «Crucifix Hold Pin».
  - Tadasuke cubrió a Wolf después de un «Missile Dropkick».
- Good Looking Guys (Jake Lee, Jack Morris & Anthony Greene) derrotaron a El Hijo del Dr. Wagner Jr., Vinnie Massaro & Titus Alexander (9:44).
  - Green cubrió a Massaro después de un «M83».
- Tomohiro Ishii derrotó a Masa Kitamiya (15:04).
  - Ishii cubrió a Kitamiya después de un «Brainbuster».
- Go Shiozaki derrotó a Satoshi Kojima (13:56).
  - Shiozaki cubrió a Kojima después de un «Strong Arm Lariat».
- Luminous (Haruka Umesaki & Miyuki Takase) derrotaron a Nagisa Nozaki & The Great Sakuya por descalificación (13:46).
  - Sakuya fue descalificada después de atacar Takase con una silla.
- Takashi Sugiura derrotó a Ulka Sasaki (11:02).
  - Sugiura cubrió a Sasaki después de un «Olympic Slam».
- Zack Sabre Jr. & Yoshinari Ogawa derrotaron a Hiroshi Tanahashi & Hayata (17:36).
  - Sabre forzó a Hayata a rendirse con un «Napalm Death».
- Daga derrotó a Eita y retuvo el Campeonato Peso Pesado Junior de GHC (13:00).
  - Daga cubrió a Eita después de un «Diablo Wings».
- Kaito Kiyomiya, Shota Umino, Ryohei Oiwa, Daiki Inaba, Shuji Kondo & Junta Miyawaki derrotaron a House of Torture (Evil, Ren Narita, Yujiro Takahashi, Sho, Yoshinobu Kanemaru & Dick Togo) en un 12-Man Tag Team Elimination Match (26:14).
  - Sho eliminó a Miyawaki después de un «Shock Arrow».
  - Kondo eliminó a Sho sacándolo del ring por encima de la tercera cuerda.
  - Kanemaru eliminó a Kondo sacándolo del ring por encima de la tercera cuerda.
  - Kanemaru eliminó a Inaba sacándolo del ring por encima de la tercera cuerda.
  - Umino eliminó a Kanemaru sacándolo del ring por encima de la tercera cuerda.
  - Umino eliminó a Togo después de un «Death Raider».
  - Narita se autoeliminó llevándose a Umino saliéndose del ring por encima de la tercera cuerda.
  - Takahashi eliminó a Oiwa sacándolo del ring por encima de la tercera cuerda.
  - Kiyomiya eliminó a Takahashi con un «Schoolboy».
  - Kiyomiya eliminó a Evil sacándolo del ring por encima de la tercera cuerda.
- Kenoh derrotó a Manabu Soya y retuvo el Campeonato Peso Pesado de GHC (28:36).[5]
  - Kenoh forzó a Soya a rendirse con un «Kenoh Special».
- Kota Ibushi derrotó a Naomichi Marufuji (33:26).[6][7]
  - Ibushi cubrió a Marufuji después de un «Kamigoye».

### 2025
NOAH The New Year 2025 tuvo lugar el 1 de enero de 2025 desde el Nippon Budokan en Tokio, Japón. La transmisión se realizó en el servicio de televisión lineal en línea AbemaTV de CyberAgent y en el servicio de transmisión Wrestle Universe de CyberFight. Fue el primer PPV promovido por Noah en 2025.
- Tadasuke ganó el NOAH The Rumble (23:54).[9]
  - Tadasuke eliminó finalmente a LJ Clearly, ganando la lucha.
  - Los otros participantes fueron: Daiki Odashima, Yu Owada, Harutoki, Shuhei Taniguchi, Yuto Kikuchi, Masao Inoue, Saxon Huxley, Zozaya, Masaaki Mochizuki, Titus Alexander y Dump Matsumoto.
- Ratel's (Hayata & Yo-Hey) derrotaron a AMAKUSA & Junta Miyawaki y All Rebellion (Alejandro & Kai Fujimura) y retuvieron el Campeonato en Parejas Peso Pesado Junior de GHC (8:20).
  - Hayata cubrió a Alejandro después de un «403 Impact».
- Team Noah (Go Shiozaki, Muhammad Yone, Atsushi Kotoge & Hajime Ohara) derrotaron a Kazuyuki Fujita, Shuji Ishikawa, Tetsuya Endo & Black Menso-re (8:25).
  - Shiozaki cubrió a Menso-re después de un «Strong Arm Lariat».
- El combate entre Kazuyuki Fujita vs. Daiki Odashima terminó en empate (1:00).[10]
  - La lucha resultó en empate cuando superó el tiempo de límite de 1 minuto.
- Galeno del Mal derrotó a El Hijo de Dr. Wagner Jr. (9:52).
  - Galeno cubrió a Wagner después de un «Galeno Special».
- KENTA derrotó a Kenoh (15:24).
  - KENTA cubrió a Kenoh después de un «Go 2 Sleep».
- Eita derrotó a Daga en un 2-out-of-3 Falls Match y ganó el Campeonato Peso Pesado Junior de GHC (12:36).[11]
  - Daga cubrió a Eita después de un «Diablo Wings» (0-1).
  - Eita cubrió a Daga después de un «Jackknife Hold» (1-1).
  - Eita cubrió a Daga después de un «Salamander» (2-1).
- Manabu Soya derrotó a Masa Kitamiya y retuvo el Campeonato Nacional de GHC (12:51).
  - Soya cubrió a Kitamiya después de un «Passion DDT».
- Team 2000X (Jack Morris & Omos) derrotaron a Naomichi Marufuji & Takashi Sugiura y ganaron el Campeonato en Parejas de GHC (10:48).[12][13][14][15][16]
  - Omos cubrió a Marufuji después de un «Two-Handed Chokeslam».
- Shinsuke Nakamura derrotó a Ulka Sasaki (14:57).[17][18][19]
  - Nakamura cubrió a Sasaki después de un «Kinshasa» en la nuca.
- Ozawa derrotó a Kaito Kiyomiya y ganó el Campeonato Peso Pesado de GHC (29:34).[20][21][22][23]
  - Ozawa cubrió a Kiyomiya después de un «Real Rebel».